# Atresia biliar
La atresia biliar, también llamada atresia de vías biliares extrahepáticas o ductopenia extrahepática, es un trastorno poco frecuente de las vías biliares, crónico y progresivo, manifestado en los primeros días de vida. Está causado por la ausencia congénita o infradesarrollo (atresia) de una o más de las estructuras biliares extrahepáticas, que produce ictericia intensa de carácter obstructivo, unas heces acólicas (heces sin color) completas y persistentes, y una hepatomegalia dura que desembocará en una cirrosis.
A medida que la enfermedad empeora, el neonato presenta retraso del crecimiento y desarrolla hipertensión portal. Los conductos defectuosos solo pueden corregirse por medios quirúrgicos.

## Clínica
Se puede observar distintos síntomas propios de una colestasis extrahepática:
- Coluria  (orina de color oscuro)
- Acolia (decoloración de las heces por falta de pigmentos biliares)
- Ictericia (piel amarilla)
- Prurito, que aparece tardíamente.
- Síntomas y signos de insuficiencia hepática (en estadios más avanzados): Ascitis, aumento de sangrados y visceromegalia.

## Diagnóstico
El diagnóstico se basa en la clínica, y principalmente en alteración en las pruebas de laboratorio, más la ecografía abdominal.
- Laboratorio:
  - Aumento de GPT, GOT, FA y AFP
  - Hiperbilirrubinemia de predominio directo (>2mg/dl)
  - Aumento de las transaminasas que es signo de hepatocitotoxicdad.
  - Más tarde aparece un patrón de insuficiencia hepática con: hipoalbuminemia, déficit de factores de la coagulación y déficit de vitaminas liposolubles (A,K,E).
- Ecografía abdominal:
  - Dilatación o ausencia del conducto biliar principal a nivel del hilio hepático.
  - También es muy sugerente de atresia de vías biliares extrahepáticas la ausencia de colédoco con vesícula visible por ecografía.
  - En la ecografía nunca podremos ver los conductos biliares intrahepáticos dilatados.

Finalmente, el diagnóstico definitivo se realiza con una biopsia intraoperatoria.

## Tratamiento
El tratamiento es principalmente quirúrgico, en el cual se realiza una hepatoportoenterostomía (técnica de Kasai). En un 60% de los casos, los niños van a necesitar un trasplante hepático en los primeros 10 años de vida.